# Argyranthemum haematomma
A Estreleira  (popularmente conhecidas como  Malmequer ou Pampilhos) é uma planta do género botânico da família Asteraceae, espécie endémica da ilha da Madeira com a denominação: Argyranthemum haematomma Lowe.
Apresenta-se como um arbusto perene lenhoso bastante ramificado com até 1,2 metros de altura, prostrado a ascendente. Apresenta folhas obovadas a ovadas, de 2 a 7 centímetros, surgindo também penatissectas, rígidas e suculentas.
As suas inflorescência apresenta-se corimbosa com 3 a 4 capítulos sendo as flores do disco de cor purpúreo-avermelhadas, amarelas depois da antese, apresenta lígulas rosadas a esbranquiçadas com invólucro de 1,5 a 2 centímetros de diâmetro.
Trata-se de uma espécie endémica da ilha da Madeira, bastante rara que vive nas encostas rochosas e húmidas do litoral da ilha da Madeira e das ilhas Desertas.
A sua floração ocorre de Maio a Julho.
Ao longo dos tempos tem sido cultivada nos jardins como planta ornamental.